# Ракета «земля — земля»

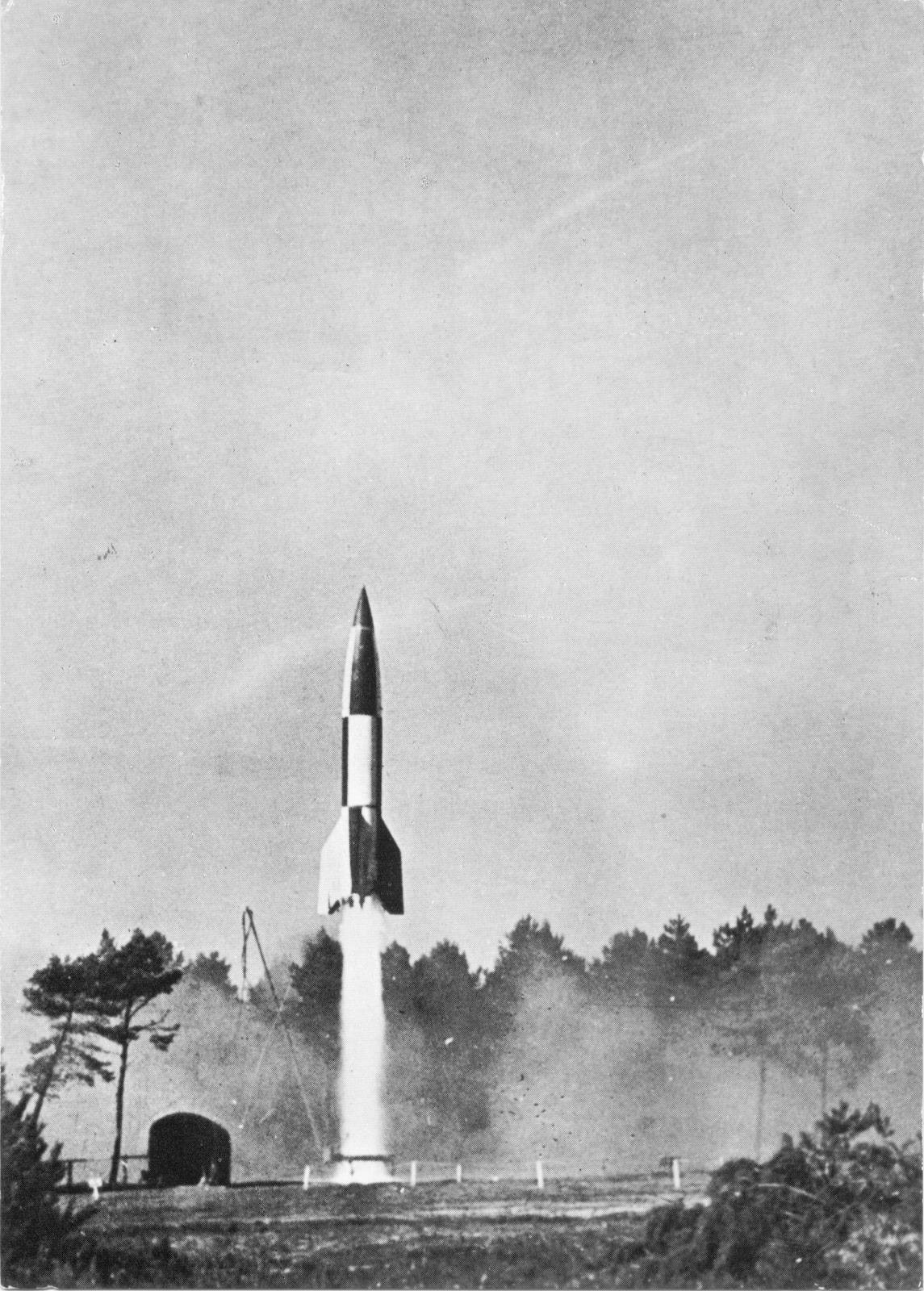
Пуск англичанами немецкой ракеты «Фау-2» со стартового стола близ Куксхафена во время операции «Бэкфайр» в 1945 году

Ракета класса «земля-поверхность» (SSM) или ракета класса «земля-земля» (GGM) — это ракета, предназначенная для запуска с земли или моря и поражения целей на суше или в море. Они могут быть запущены с ручных устройств или устройств, установленных на транспортных средствах, со стационарных установок или с корабля. Они часто приводятся в действие ракетным двигателем или иногда запускаются зарядом взрывчатого вещества, поскольку стартовая платформа обычно неподвижна или движется медленно. Обычно у них есть плавники и / или крылья для подъемной силы и устойчивости, хотя сверхскоростные ракеты или ракеты малой дальности могут использовать подъемную силу тела или лететь по баллистической траектории. Летающая бомба V-1 была первой действующей ракетой класса «земля-поверхность».
Современные ракеты класса «земля-поверхность» обычно управляемые. Неуправляемую ракету класса «земля-поверхность» обычно называют ракетой (например, RPG-7 или M72 LAW является противотанковой ракетой, тогда как BGM-71 TOW или AT-2 Swatter является противотанковой управляемой ракетой).
Примеры ракет класса «земля-поверхность» включают MGM-140 ATACMS, бомбу малого диаметра наземного базирования (GLSDB) и высокоточную стрельбу на большие расстояния (LRPF).

## Примеры
- ALAS
- BGM-109 Tomahawk[9]
- Bina
- Гермес
- Hyunmoo-3
- KARA Atmaca[10]
- Х-35
- Х-58
- Long-Range Hypersonic Weapon (LRHW)
- Luz
- Martlet
- MGM-166 LOSAT
- MGM-140 ATACMS
- Nimrod
- Otomat
- PARS 3 LR
- Полифем
- P-800 Оникс
- RBS-15
- Ure
- 3M-54 Калибр

## Типы
Ракеты класса «Земля-земля» обычно делятся на несколько категорий:
- Баллистические ракеты движутся по высокой траектории, двигатель сгорает на полпути к цели
  - Тактическая баллистическая ракета: дальность действия примерно от 150 до 300 км
    - Баллистическая ракета боевой дальности (BRBM): дальность менее 200 км

  - Баллистическая ракета ТВД (TBM): дальность от 300 до 3500 км
    - Баллистическая ракета малой дальности (БРСМ): дальность действия 1000 км или менее
    - Баллистическая ракета средней дальности (БРСМ): дальность действия от 1000 км до 3500 км

  - Баллистическая ракета средней дальности (БРСД) или баллистическая ракета большой дальности (БРСД): дальность от 3500 км до 5500 км
  - Межконтинентальная баллистическая ракета (МБР): дальность более 5500 км
  - Баллистическая ракета подводного базирования (БРПЛ): Запускаемая с подводных лодок с баллистическими ракетами (ПЛАРБ), все современные конструкции имеют межконтинентальную дальность действия.
- Крылатые ракеты летят низко над землей, двигатель горит в течение всего полета, типичная дальность полета 2500 км (1500 миль)
- Противотанковые управляемые ракеты летят низко над землей, двигатель может гореть, а может и не гореть на протяжении всего полета, типичная дальность полета 5 км (3 мили)
- Противокорабельные ракеты летят низко над землей и морем и часто всплывают или перед поражением корабля-цели; типичная дальность полета 130 км (80 миль)

Разные стороны по-разному определяют тип ракеты по дальности действия. Например, Министерство обороны США не имеет определения для LRBM и, таким образом, определяет МБР как ракеты с дальностью действия более 5500 км (3500 миль). Международный институт стратегических исследований также не определяет дальность действия БРПЛ и определяет БРПЛ как имеющие несколько меньшую дальность действия, чем определение, используемое Министерством обороны.